# بخش آرتور، شهرستان کانابک، مینه سوتا
بخش آرتور (به انگلیسی: Arthur Township) یک منطقهٔ مسکونی در ایالات متحده آمریکا است که در شهرستان کانابک واقع شده‌است.
 بخش آرتور ۸۱٫۱ کیلومتر مربع مساحت و ۱٬۹۰۵ نفر جمعیت دارد و ۲۹۳ متر بالاتر از سطح دریا واقع شده‌است.